# George Bekefi
George Bekefi (Praga, 14 de marzo de 1925-Brookline, 17 de agosto de 1995) fue un físico del plasma, profesor en el Instituto de Tecnología de Massachusetts e inventor checo-estadounidense.

## Biografía
En 1939, emigró de Checoslovaquia a Inglaterra gracias a un programa del gobierno británico para ayudar a los niños judíos. Recibió en 1948 una licenciatura en ciencias y matemáticas del University College de Londres. En 1948 fue a Montreal como instructor en el departamento de física de la Universidad McGill, donde obtuvo una maestría en 1950 y un doctorado en 1952. En McGill se convirtió en investigador asociado y luego profesor asistente, dejándolo en 1957 para unirse al Grupo de Física del Plasma del Instituto de Tecnología de Massachusetts en el Laboratorio de Investigación de Electrónica. Permaneció en el Instituto de Tecnología de Massachusetts por el resto de su carrera, donde se convirtió en profesor asistente en 1961, profesor asociado en 1964 y profesor titular en 1967, jubilándose en el verano de 1995 como profesor emérito.

En 1976, él y un investigador del personal, el Dr. Thaddeus Orzechowski, desarrollaron una fuente de radiación que producía ráfagas de microondas aproximadamente 50 veces más fuertes que los generadores de microondas más grandes que se utilizaban en ese momento. Más recientemente, trabajó para desarrollar láseres de electrones libres como fuentes de energía en bandas de alta frecuencia. Estos láseres tienen amplias aplicaciones en comunicaciones, procesamiento de productos químicos a granel y experimentos de fusión, así como en corte, perforación y soldadura. Recibió siete patentes, escribió más de 180 artículos científicos y fue coautor de tres libros.

Guio a unos 50 estudiantes graduados hasta su maestría y doctorado.Falleció el 17 de agosto de 1995 en Brookline, Massachusetts, a causa de leucemia; le sobrevivieron una esposa, un hijo y una hija.

## Publicaciones seleccionadas
- Radiation Processes in Plasmas. 1966.[4]
- as editor and co-author: Principles of Laser Plasmas. 1976.
- with A. H. Barrett: Bekefi, George; Barrett, Alan Hildreth (1977). Electromagnetic Vibrations, Waves and Radiation. MIT Press. ISBN 9780262520478.